# Eddie Johnson
Edward "Eddie" Johnson, född den 31 mars 1984 i Bunnell i Florida, är en amerikansk före detta professionell fotbollsspelare.
Johnson avslutade sin karriär i DC United i Major League Soccer (MLS). Han spelade även för USA:s landslag sedan 2004.